# From a Lover to a Friend
From a Lover to a Friend (englisch für „Vom Liebhaber zum Freund“) ist ein Lied des britischen Musikers Paul McCartney, das 2001 als Single A-Seite veröffentlicht wurde. Komponiert wurde es von Paul McCartney.

## Hintergrund
Paul McCartney sagte im November 2001 über das Lied: „'From A Lover To A Friend' war ein Flickenteppich aus ein paar Stücken, die ich hatte, die ich mochte, aber ich dachte nicht, dass ich die Songs fertig hatte. Das erwies sich als eine gute Sache, denn ich traf mich mit meinem Toningenieur Eddie in meinem Studio in England und wir gingen diese Demos durch. Ich mochte diesen Teil und mochte jenen Teil und wir haben einfach ein paar Teile zusammengenäht, die nicht zusammenpassen sollten, aber sie fühlten sich einfach so an, als würden sie zusammenpassen. Interessanterweise musste ich, nur um ein oder zwei Schnitte für den Schnitt zu machen und nicht in den Gesang zu schneiden, einen seltsamen zusätzlichen Takt hinzufügen, so dass die Collage einige seltsame Takte hatte – anstatt alles 4:4 zu sein, war es stellenweise 5:4 oder 2:4, was etwas war, das ich mochte. Und als ich den Jungs das Demo vorspielte, waren alle sehr erpicht darauf, all diesen kleinen 5:4-Takten treu zu folgen, nur um dem Ganzen eine andere musikalische Struktur zu geben. Die andere Sache mit dem Demo war, dass ein Teil des Demos ein ziemlich müdes Late-Night-Demo war, ein bisschen aus dem Häuschen, aber es hatte eine sehr intime Qualität in der Stimme, und so versuchte ich, das beizubehalten und die Platte nicht so sehr aufzuräumen, dass ich diese faule Late-Night-ness verlieren würde.“
From a Lover to a Friend war die erste Singleauskopplung aus dem Album Driving Rain und erreichte Platz 45 in Großbritannien in den Charts. In Deutschland konnte sich die Single nicht platzieren. In den USA wurde sie nicht veröffentlicht, stattdessen erschien dort die Singleauskopplung Freedom.
Von From a Lover to a Friend gibt es drei verschiedene Versionen, die Album/Single-Version sowie zwei Remixe von dem Produzenten David Kahne. 
Für das Lied From a Lover to a Friend wurde ein Musikvideo unter der Regie von Albert Maysles produziert.
Der gesamte Erlös aus dem Verkauf der neuen Single wurde nach den Terroranschlägen vom 11. September 2001 an die New Yorker Feuerwehr und Polizei gespendet. McCartney spielte From a Lover to a Friend nur ein einziges Mal live, während des Konzerts für New York City im Madison Square Garden am 20. Oktober 2001.

## Aufnahme
Die Aufnahmesessions für From a Lover to a Friend fanden am 20. Februar 2001 in dem Henson Recording Studio in Los Angeles statt, wobei David Kahne als Produzent fungierte. Toningenieure waren Mark Dearnley, Jaimie Sickora und Kevin Mills. Ob weitere Overdubs eingespielt wurden und wann die Abmischung erfolgte ist nicht dokumentiert.
Besetzung:
- Paul McCartney: Gesang, Klavier, Bassgitarre
- Rusty Anderson: E-Gitarre
- Abe Laboriel Jr.: Schlagzeug
- Gabe Dixon: Klavier

## Coverversionen
Es gibt eine bekannte Coverversion von From a Lover to a Friend von der Gruppe The Tribute Co. (Planet Music Studio Artists).

## Veröffentlichung
- Am 29. Oktober 2001 wurde in Großbritannien die Single From a Lover to a Friend / Riding into Jaipur als 7″-Vinyl-Single veröffentlicht.[4] Die 5″-CD-Single enthält folgende Lieder: From a Lover to a Friend / From a Lover to a Friend (David Kahne Remix 1) / From a Lover to a Friend (David Kahne Remix 2).[5] In den USA wurde die Single nicht veröffentlicht, es wurden aber 5″-CD-Promotionsingles mit dem Lied From a Lover to a Friend hergestellt und an Radiostationen verteilt.[6]
- Am 5. November 2001, eine Woche nach der Veröffentlichung der Single From a Lover to a Friend erschien in Großbritannien und Kontinentaleuropa die 5″-CD-Single Freedom / From a Lover to a Friend (David Kahne Remix 1) / From a Lover to a Friend (David Kahne Remix 2).[7] In den USA wurde Freedom am 13. November 2001 als einzige Singleauskopplung veröffentlicht, die 5″-CD-Single hatte die gleiche Titelzusammenstellung wie in Großbritannien.[8] Darüber hinaus wurde in den USA auch eine 7″-Vinyl-Jukeboxsingle (Freedom (Radio Edit)/From a Lover to a Friend)[9] hergestellt.
- From a Lover to a Friend erschien am 12. November 2001 auf dem Album Driving Rain.
- Am 2. Dezember 2022 wurde die Singlebox The 7″ Singles Box veröffentlicht, die auch From a Lover to a Friend enthält.